# Lübeckische Kunst außerhalb Lübecks

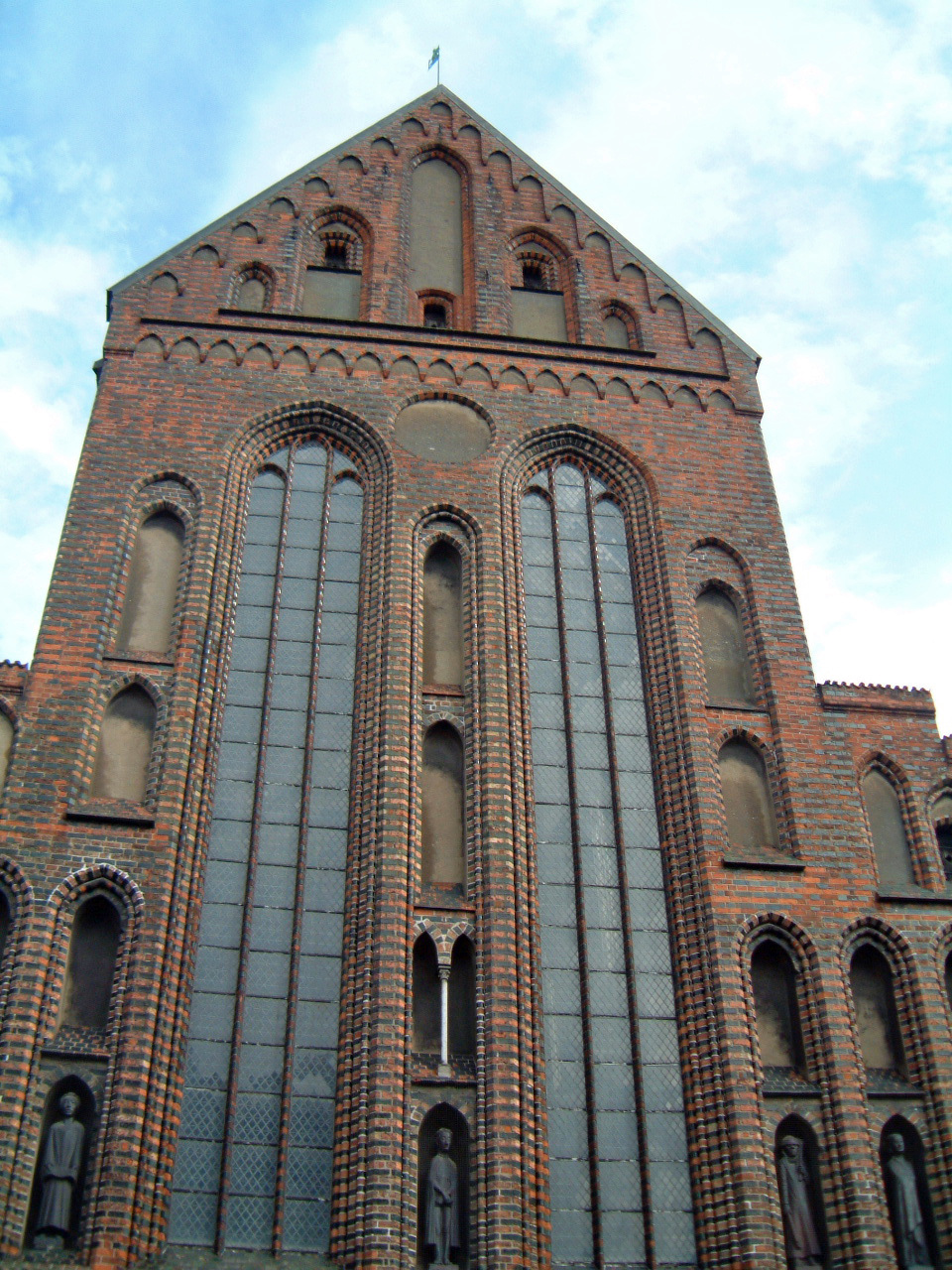
Museumskirche St. Katharinen

Die Ausstellung Lübeckische Kunst außerhalb Lübecks fand als eine der großen Kunstausstellungen der 700-Jahr-Feier der Reichsfreiheit Lübecks im Sommer 1926 in der Katharinenkirche statt.

## Ausstellungskonzept
Die 700-Jahr-Feier 1926 war die letzte große eigenständige Selbstdarstellung der Hansestadt Lübeck vor dem Verlust der Eigenstaatlichkeit durch das Groß-Hamburg-Gesetz von 1937. Die Ausstellung Lübeckische Kunst außerhalb Lübecks beruhte auf einer Idee des agilen Lübecker Museumsdirektors Carl Georg Heise, der die backsteingotische Lübecker Museumskirche St. Katharinen als Ausstellungsraum für Nachbildungen von mittelalterlicher Kunst nutzen wollte, die von Lübeck in Zeiten der Hanse in den Ostseeraum exportiert worden war. Als Schüler von Adolph Goldschmidt gehörte Heise zur zweiten Generation von Kunsthistorikern, die sich intensiver mit der mittelalterlichen Kunst im Ostseeraum befassten. Dabei konnte er bereits auf die intensiven Forschungsergebnisse des Goldschmidt-Schülers Johnny Roosval gemeinsam mit Sigurd Curman, aber auch die Arbeiten Andreas Lindbloms, in Schweden zurückgreifen. Ähnliches galt für Viggo Thorlacius-Ussing in Dänemark. In die von Heise 1926 konzipierte Ausstellung gelangten für deren Dauer allerdings neben einigen Nachbildungen auch etliche originale Werke Lübecker Künstler, die in dieser Dichte seither nicht wieder zusammengetragen wurden. Dabei wurde das Konzept verfolgt, den Kirchenraum der Katharinenkirche nicht zuzustellen, sondern ihn nur durch die dort aufzustellenden Werke zu dekorieren. Die Kirche sollte also weiter als solche nutzbar bleiben und nicht verstellt werden. Während die Originale natürlich mit Beendigung der Ausstellung an die Leihgeber zurückgingen, haben sich die Nachbildungen erhalten und sind teilweise noch heute in der Katharinenkirche zu sehen. Manche wurden allerdings auf andere Lübecker Kirchen verteilt oder verschwanden im Depot. Heises Assistent Walter Paatz wurde durch die Mitarbeit bei Vorbereitung und Durchführung dieser Ausstellung zu seinen weiteren Forschungsarbeiten zur Lübecker Skulptur des Mittelalters angeregt.

### DerFaksimile-Streit
Heises Konzept des Aufbaus einer Sammlung von Nachbildungen in Lübeck wurde von Fachkreisen zum Teil kritisch hinterfragt. Diese bald ins Grundsätzliche gehende Auseinandersetzung im Authentizitätsdiskurs der Moderne, deren Hauptakteure in Hamburg ansässig waren, erhielt den Namen (Hamburger) Faksimile-Streit.
An der Auseinandersetzung beteiligten sich unter anderem Kurt Karl Eberlein, Hugo Sieker und Max Sauerlandt, wobei letzterer zu Heises schärfsten Kritikern zählte. Unterstützung erhielt Heise vor allem durch Erwin Panofsky, der Heise bescheinigte,  er habe durch diesen Gewaltstreich die Catharinenkirche ebenso für Lübeck gerettet wie [seinerzeit] das Behnhaus.

## Exponate

### St.-Jürgen-Gruppe aus Stockholm
Das zentrale Exponat der Ausstellung, der monumentale Gipsabguss als originalgroße Nachbildung des Reiterstandbildes der St.-Georg-Gruppe aus der Nikolaikirche in Stockholm von dem Lübecker Bildhauer Bernt Notke war ein von Heise angeregtes gemeinsames Jubiläumsgeschenk der hanseatischen Schwesterstädte Bremen und Hamburg, das noch heute in der Katharinenkirche steht und deren Kirchenraum mit beherrscht. Die Anfertigung der Kopie kostete damals 40000 Reichsmark. Das Original wurde 1489 von  Notke im Auftrag des schwedischen Reichsverwesers Sten Sture zur Erinnerung an die Schlacht am Brunkeberg in Stockholm gefertigt. Der im Gegensatz zum Original schlichte Backsteinsockel für die Kopie in der Katharinenkirche ist ein Werk des Lübecker Architekten Wilhelm Bräck. Zum Zeitpunkt der Ausstellung wurde der Abguss an zentraler Stelle in der Vierung aufgebaut. Um nach dem Zweiten Weltkrieg die kirchliche Nutzung der Katharinenkirche zu ermöglichen, wurde sie an den jetzigen Standort im westlichsten Joch des Langschiffs umgesetzt, wodurch allerdings der Raumeindruck der bis dahin erhaltenen Zirkelbrüderkapelle, deren Gitter abgebaut und eingelagert werden musste, zerstört wurde.

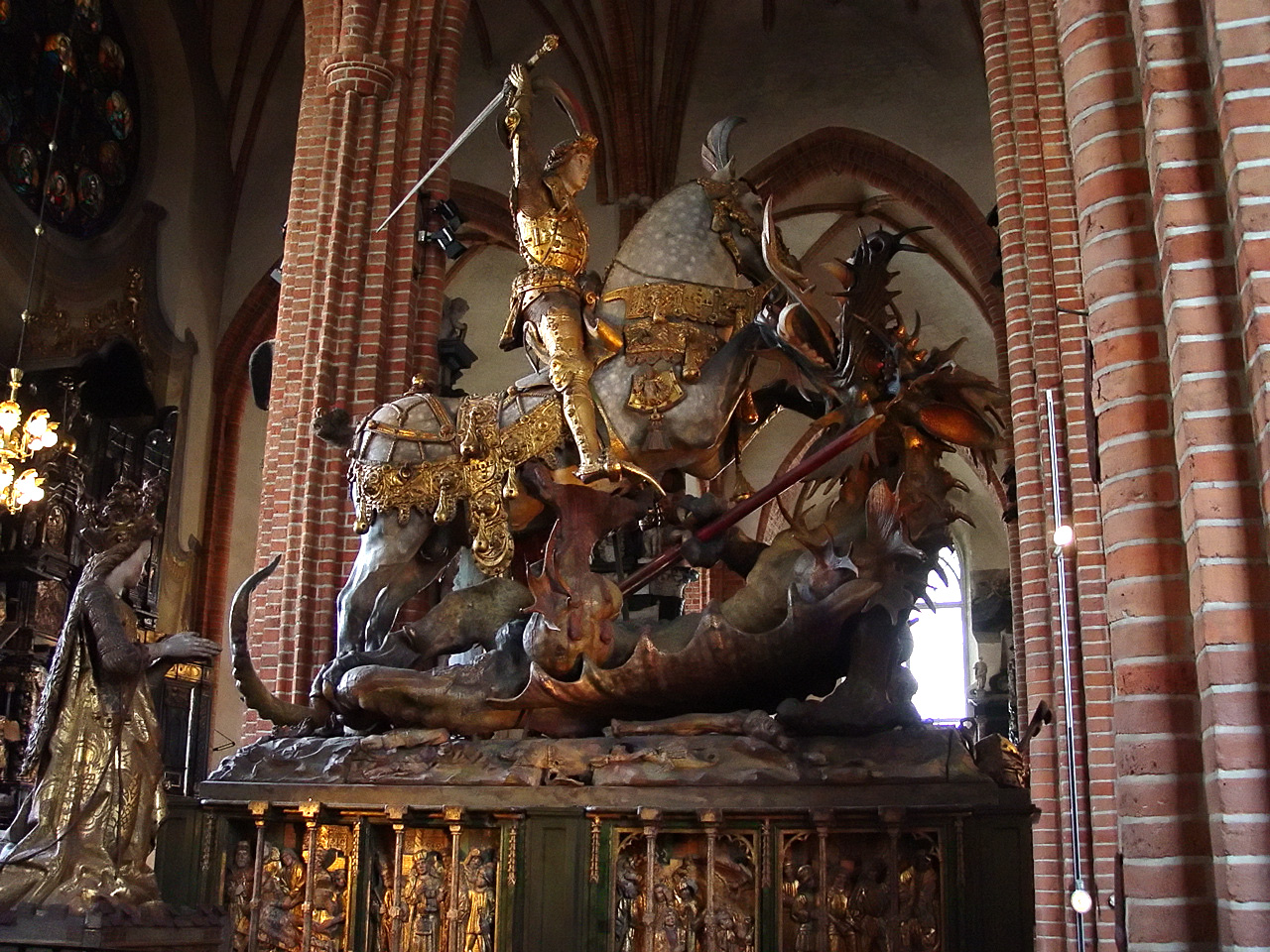
Originale St.-Georg-Gruppe in der Nikolaikirche, Stockholm
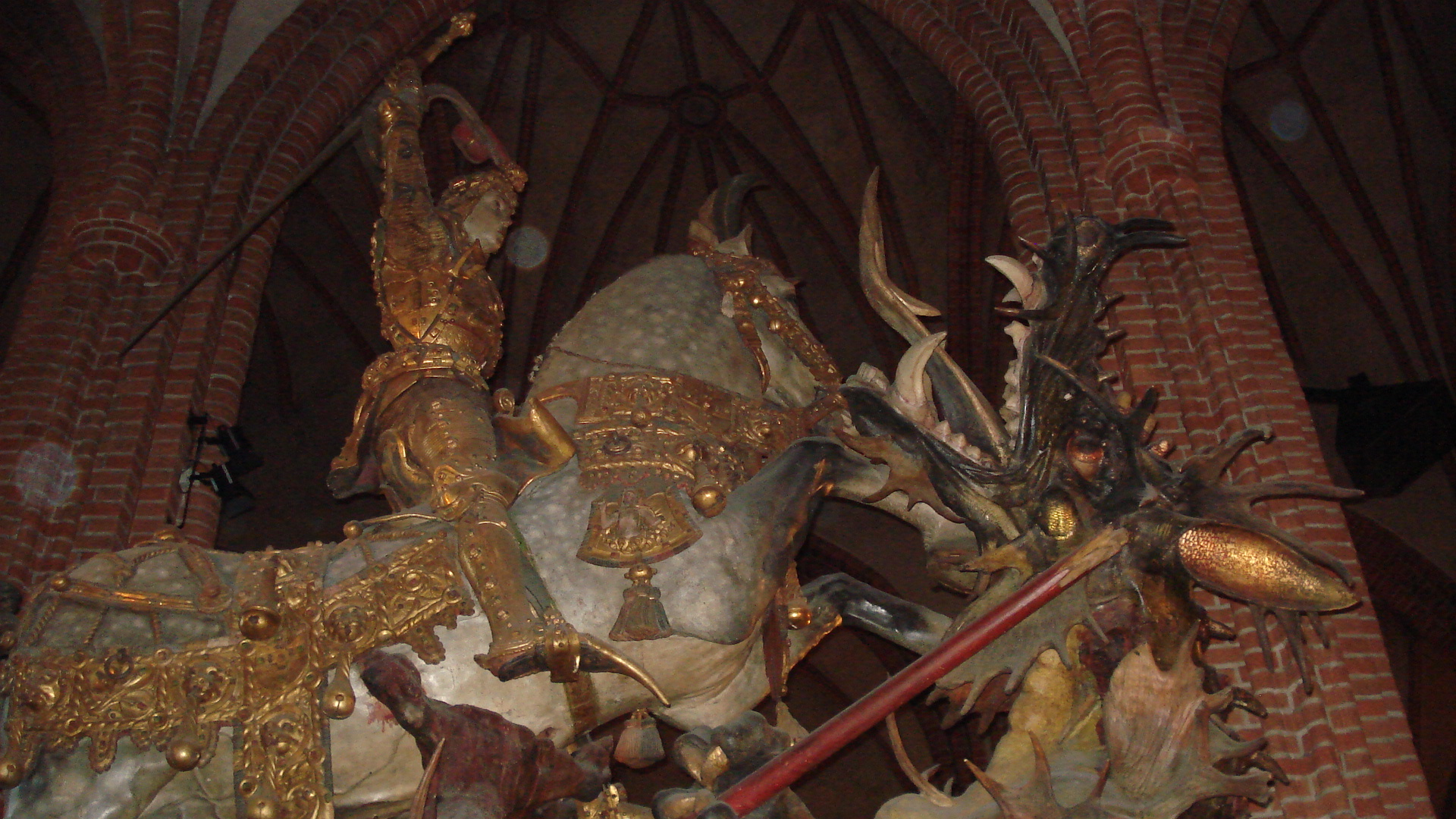
Original: Detail des Heiligen Georg
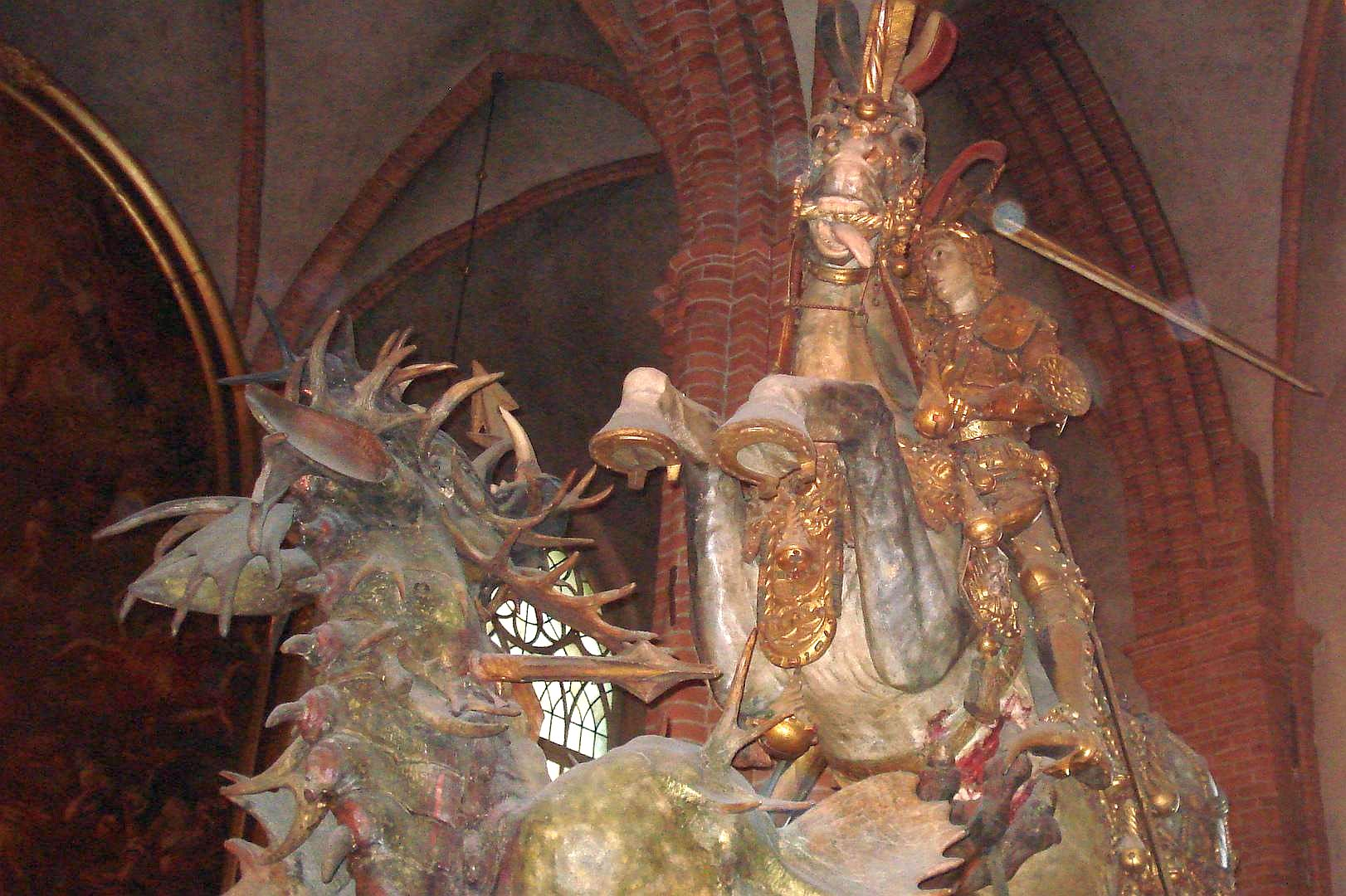
Original: Pferd über dem Drachen

## Originale
Unter den Ausstellungsstücken waren viele bedeutende Originale Lübecker Kunst des Mittelalters. Dazu gehörten:

### Claus Bergs Apostel aus Güstrow
Als Originale kamen sechs der zwölf Apostel des Lübecker Bildhauers Claus Berg (um 1530) aus dem Güstrower Dom für die Dauer der Ausstellung nach Lübeck, wo sie vor den weiß gekalkten Pfeilern der Katharinenkirche an zentraler Stelle der Ausstellung zu sehen waren.

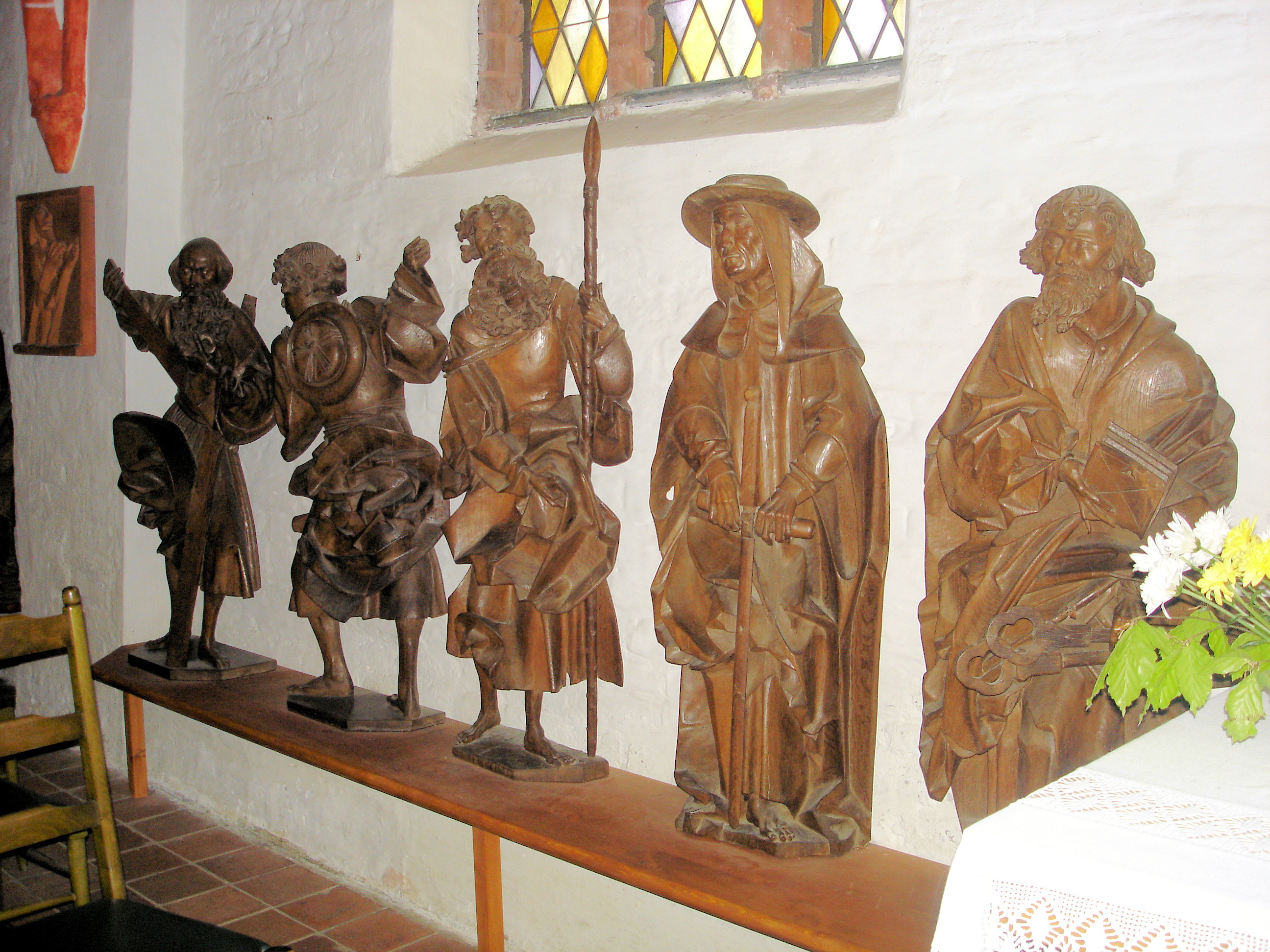
Teil der Apostelgruppe im Güstrower Dom
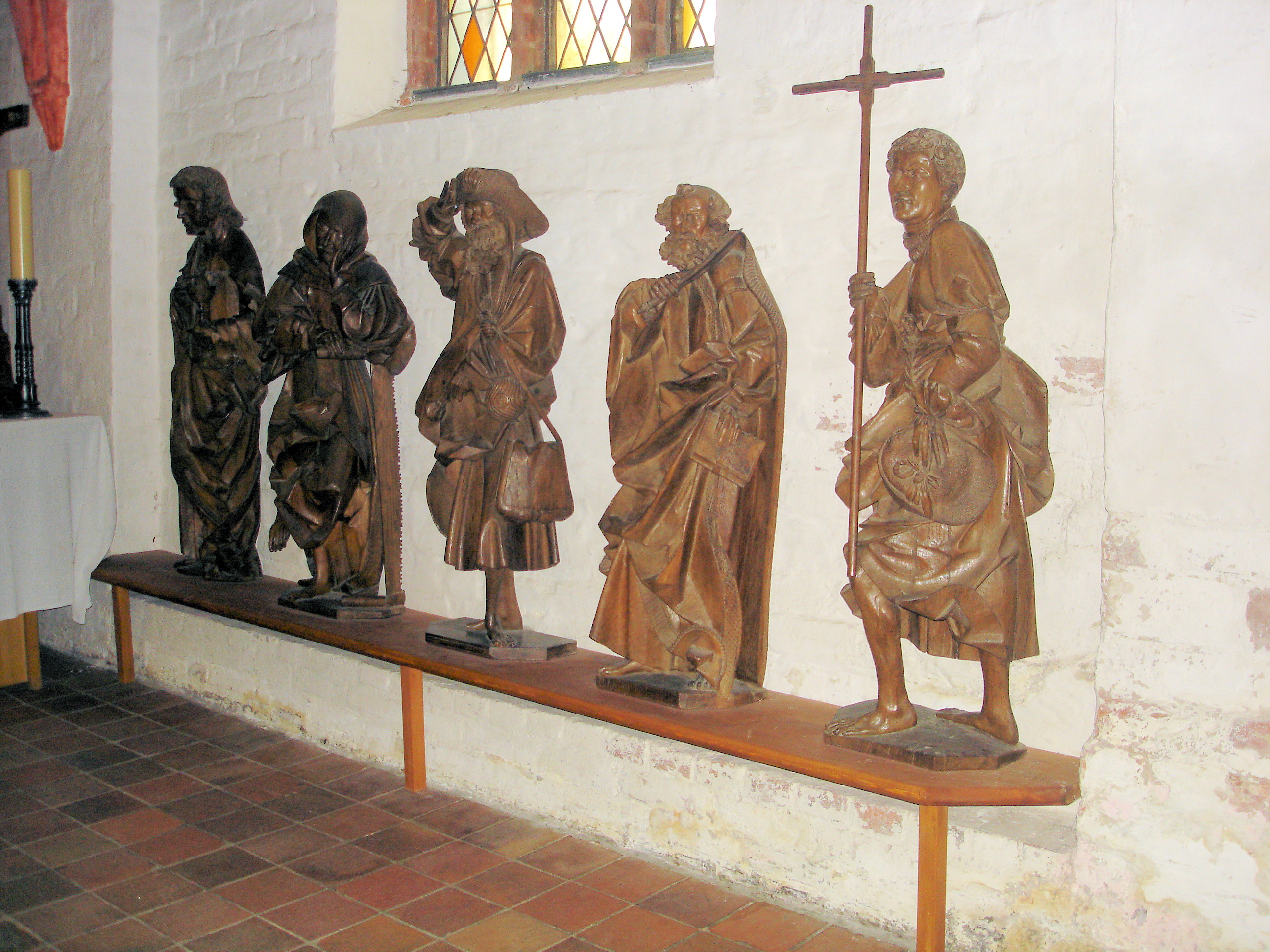
Rest der Apostelgruppe Bergs in Güstrow

### Bergs Maria aus dem Museum Flensburg
Ergänzt wurden die Apostel durch die Leihgabe einer Marienfigur Bergs aus dem Museum Flensburg.

### Meister der Darsow-Madonna
In Lübeck waren kurz vor der Ausstellung 1926 mittelalterliche Steinskulpturen am Giebel einer Scheune des Stadtgutes Niendorf aufgefunden worden, deren unbekannter Bildhauer damals mit dem Notnamen des Meisters der Darsow-Madonna nach einer Madonna in der Lübecker Marienkirche benannt wurde. Diese vier Statuen (Madonna, Heilige Katharina sowie die Apostel Petrus und Paulus) konnten Heise und Paatz für die Ausstellung in der Katharinenkirche gewinnen. Im Oktober 1926 wurden sie Bestandteil der Sammlungen des St.-Annen-Museums in Lübeck. Paatz bestimmte sie als Hauptwerke des Lübecker Bildhauers Johannes Junge. Die um 1420 datierte sogenannte Niendorfer Madonna soll mit drei weiteren Skulpturen seit Anfang des 19. Jahrhunderts in den Nischen der Giebelwand der Gutsscheune gestanden haben. Das Gut gehörte zu der Zeit dem Lübecker Maire Friedrich Adolph von Heintze. Es wird vermutet, dass sie ursprünglich zur Ausstattung der Petrikirche gehört haben könnten. Heute werden die vier Statuen einem franko-flämischen Meister und Schüler des Bildhauers André Beauneveu zugeordnet.

### Neukirchener Altar
Aus dem im Zweiten Weltkrieg zerstörten Kieler Thaulow-Museum kam als Leihgabe der Neukirchener Altar in die Ausstellung. Das ehemalige Altarretabel der Kirche von Neukirchen ist heute im Landesmuseum auf Schloss Gottorf ausgestellt (Inv. Nr. A. B. 109, 1905/112).

### Zirkelbrüder Altar
Der Altar der Lübecker Zirkelgesellschaft kehrte für die Ausstellung an seinen ersten Aufstellungsort zurück. Der Zirkelbrüderaltar war ursprünglich um 1430 für die Kapelle der Zirkelgesellschaft im nördlichen Seitenschiff in Katharinen gestiftet worden und dann später an die Siechenkapelle St. Georg des Schwartauer Siechenhauses in Schwartau gelangt. Als deren Leihgabe befindet er sich heute in der Sammlung des St.-Annen-Museums in Lübeck.

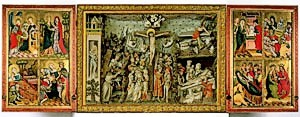
Zirkelbrüder- oder auch Schwartauer Altar

### Älteste Stadtansicht Lübecks
Die Stadt Reval schickte zwei Altarflügel aus der Werkstatt des Lübeckers Hermen Rode nach Lübeck. Der Hochaltar für die St.-Nikolai-Kirche im estnischen Reval, der 1481 von der Bruderschaft der Schwarzhäupter für 1250 Mark erworben wurde, ist wohl das bekannteste Werk Rodes. Auf den beiden ausgestellten Flügeln hat sich die wohl älteste detailgetreue Stadtansicht der Sieben Türme Lübecks erhalten. Nachträglich kamen aus Reval noch Kopien dieser Flügel nach Lübeck.

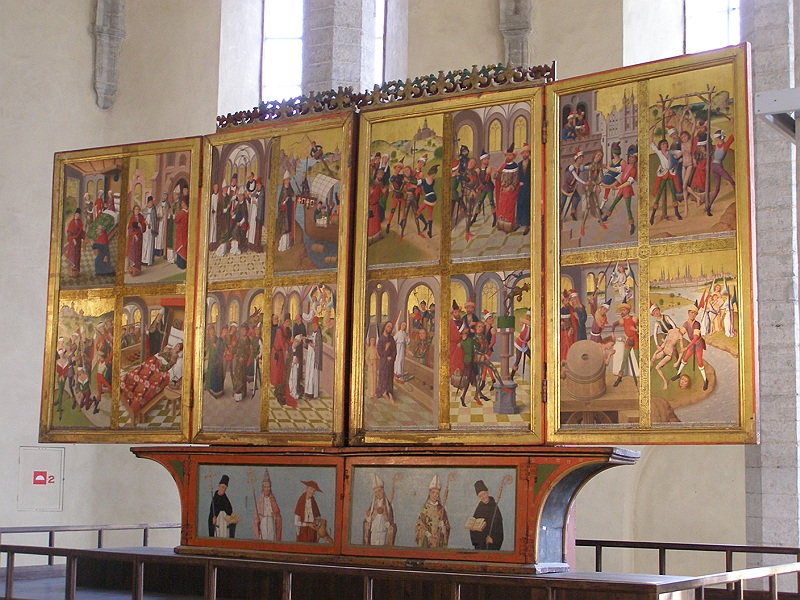
Der Rode-Altar in St. Nikolai in Tallinn

### Der älteste Altar aus Lübecker Werkstatt
Das Kloster Cismar schickte mit dem Retabelschrein seines Hochaltars den wohl ältesten Altar aus einer Lübecker Werkstatt in die Ausstellung. Bildthema dieses Altars ist die Durchsetzung der Ordensdisziplin durch St. Benedikt selbst, eine deutliche Anspielung auf die Ursachen der Verlegung des Klosters aus dem Lübecker Johanniskloster in das damals im Abseits gelegene Cismar.

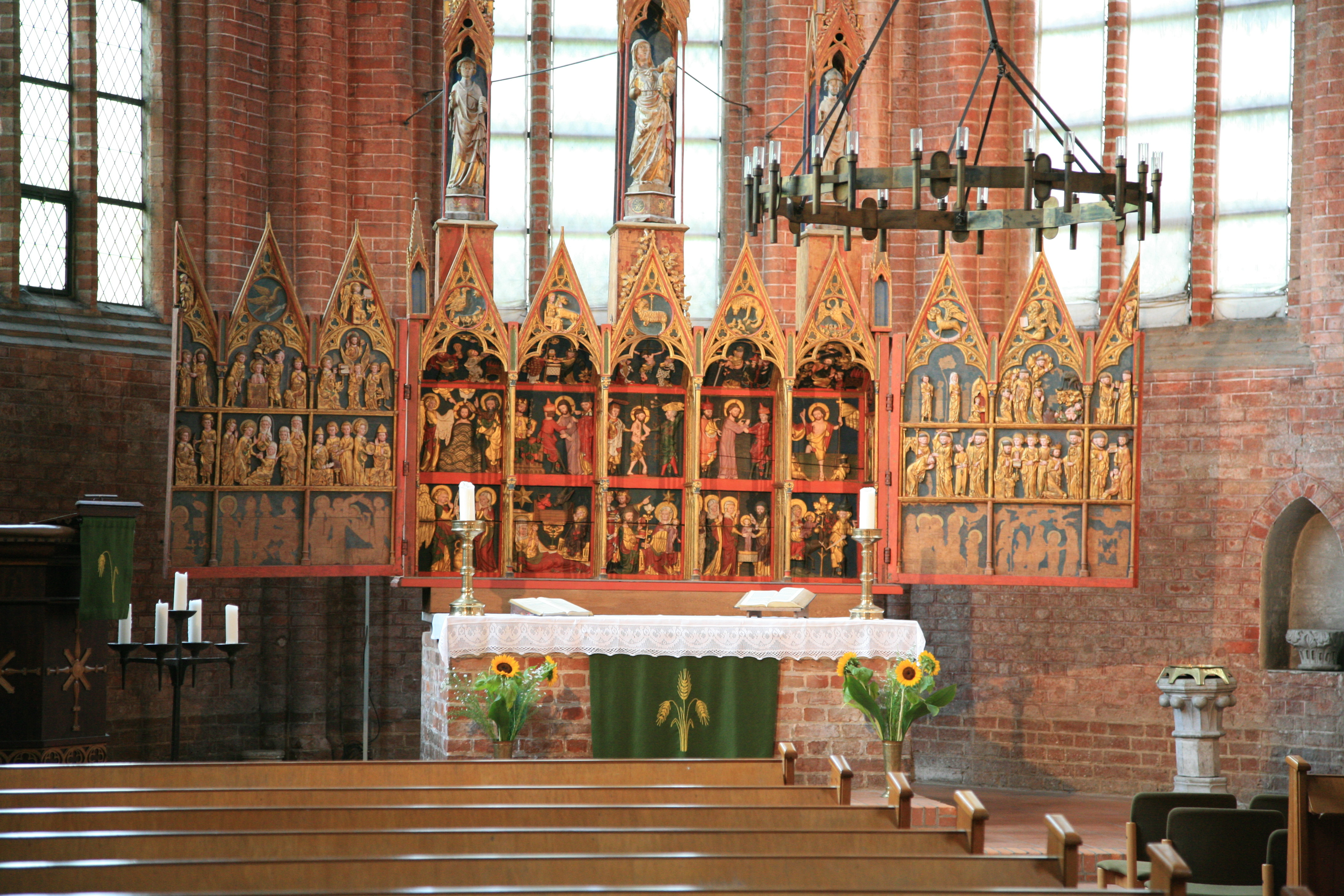
Hochaltar in der Kirche des ehemaligen Klosters Cismar

### Möllner Figurenzyklus
Das damalige Kaiser-Friedrich-Museum schickte die Möllner Apostel zu der Ausstellung in die Katharinenkirche. Es wird angenommen, dass der Zyklus ursprünglich zu den Kunstschätzen des bei Mölln gelegenen Klosters Marienwohlde gehörte. Im 19. Jahrhundert wurde eine Anzahl Apostelfiguren aus einem gotischen Flügelaltar aus St. Nicolai in Mölln, vermutlich aus dem ehemaligen Hochaltar, verkauft. Über die Sammlung des heutigen Kunstgewerbemuseums in Berlin kamen die Möllner Apostel als Leihgabe in das St.-Annen-Museum in Lübeck. In Mölln sind Abgüsse in der Sakristei zu sehen. Lediglich die Figur des Apostels Jakobus des Älteren blieb in St. Nicolai zurück.

### Johannis aus Köln
Das Wallraf-Richartz-Museum gab eine Johannis-Statue als Leihgabe nach Lübeck.

### Werke des Meisters der Darsow-Madonna aus dem Bremer Dom

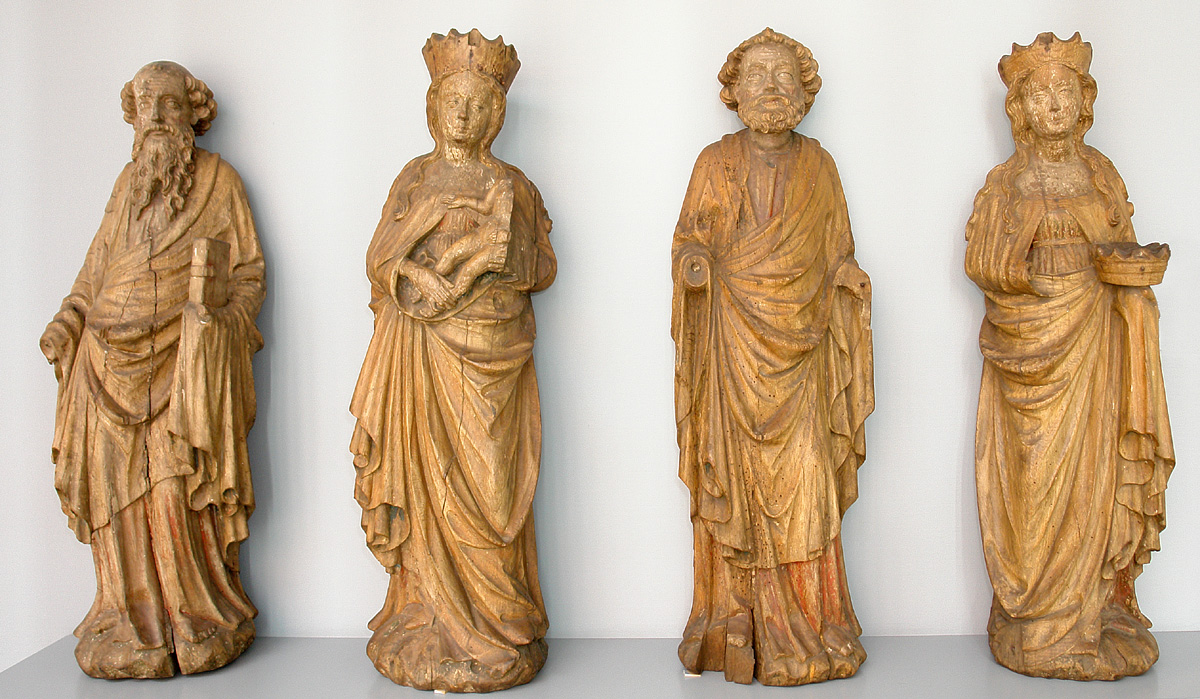
Die Apostel Paulus und Petrus mit Maria und dem Kind sowie Corona in Bremen

Aus dem Bremer Dom wurden vier Holzskulpturen aus der Zeit um 1410–20 nach Lübeck geschickt, die damals dem Meister der Darsow-Madonna zugeschrieben wurden. Sie wurden nach Ausstellung in Lübeck um 1930 dem Focke-Museum überlassen, wo sie heute im Haupthaus stehen. Die vier Heiligen stellen die Apostel Paulus und Petrus, Maria mit Kind sowie die in Bremen besondere Verehrung genießende Heilige Corona dar. Die Eichenholz-Figuren haben eine Höhe von 114 bis 117 cm. Wilhelm Pinder korrigierte bereits 1929 diese Zuschreibung und befand, die Bremer Skulpturen seien westphälischer als die bisher in Vergleich gesetzten Lübecker Zuschreibungsstücke.

## Nachbildungen
Der Aufbau der von Heise geplanten Dauerausstellung von Nachbildungen bedeutender Kunstwerke aus Lübeck im Ostseeraum wurde in der Ausstellung konsequent begonnen. Neben dem schon genannten Reiterstandbild des St. Georg mit dem Drachen kamen zum Verbleib über die eigentliche Ausstellung hinaus folgende Gipsabgüsse von Originalen als Exponate in die Katharinenkirche:
- die danebenstehende Figur der Prinzessin, die von St. Georg befreit wird.
- drei Köpfe von Notke sowie seine Statuette des Königs Karl Knutson Bonde
- der thronende Thomas Beckett aus der Kirche von Skepptuna, heute im Historischen Museum in Stockholm,[16] ebenfalls der Werkstatt Notkes zugeschrieben, konnte mit Hilfe des Erzbischofs von Schweden Nathan Söderblom für die Lübecker Ausstellung nachgebildet werden
- Als Geschenk des Lübecker Bürgermeisters Johann Martin Andreas Neumann die Nachbildung des Kruzifix aus der Klosterkirche Vadstena,[17] dem Meister der Darsow-Madonna zugeschrieben; der Gipsabguss hängt heute in der Norderturm-Kapelle der Marienkirche
- eine Marienkrönung des Bildhauers Claus Berg von der Ny Carlsberg Glyptotek nach einem in deren Besitz befindlichen Original
- eine Claus Berg zugeschriebene Kruzifix-Gruppe aus Vindinge, Nyborg Kommune

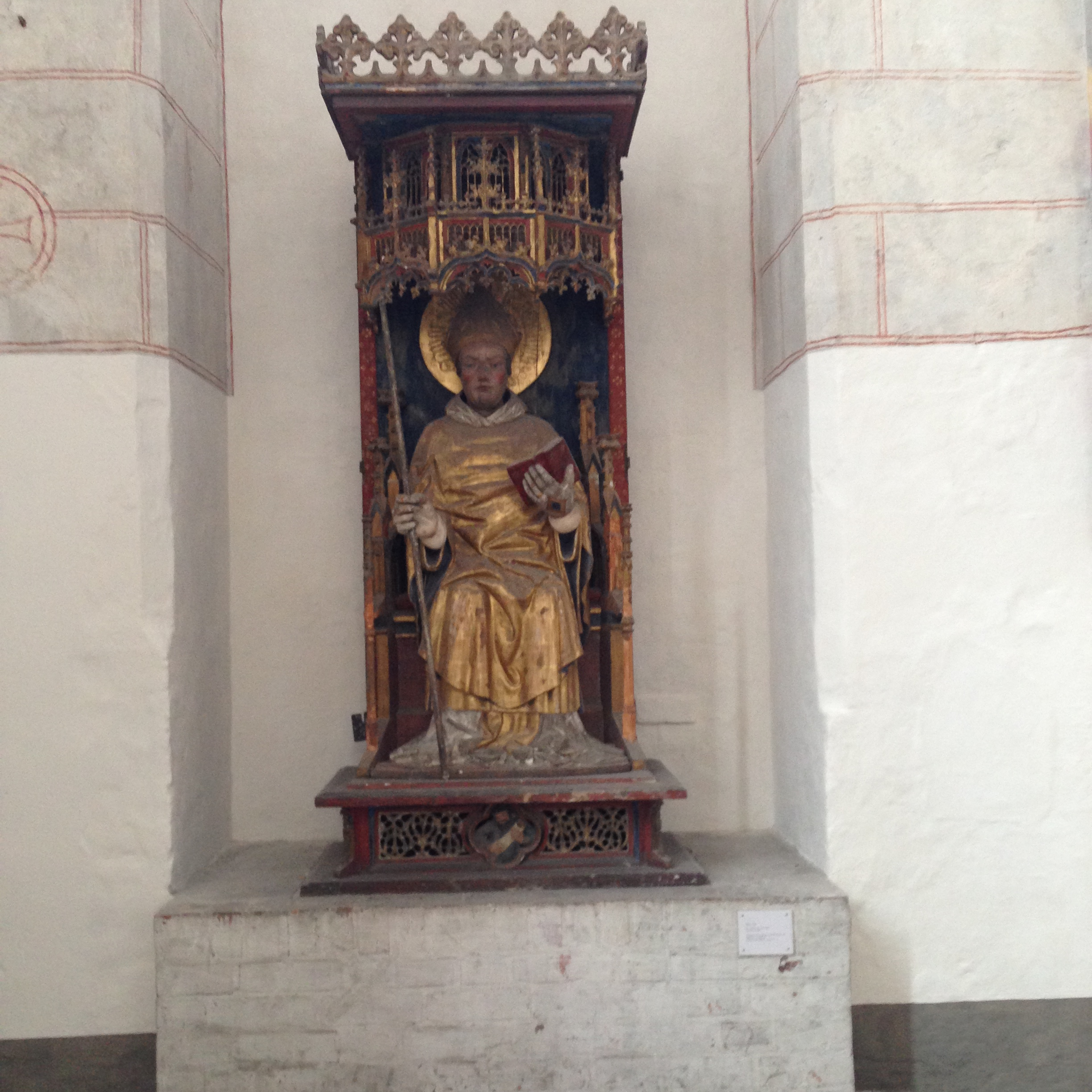
Thomas Beckett
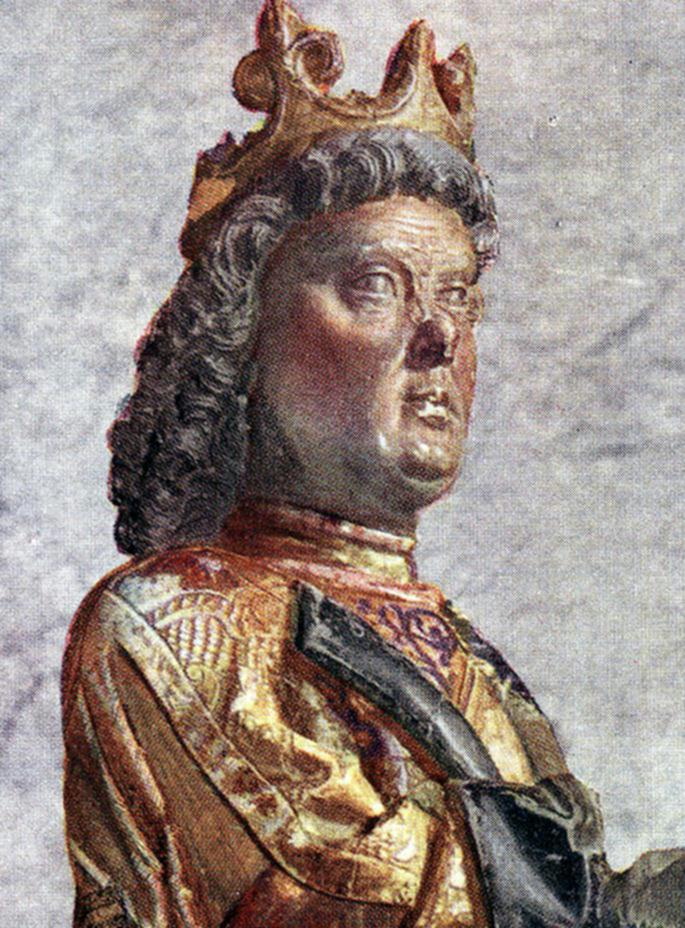
König Karl Knutson (Originalstatuette von Bernt Notke, heute in Schloss Gripsholm)
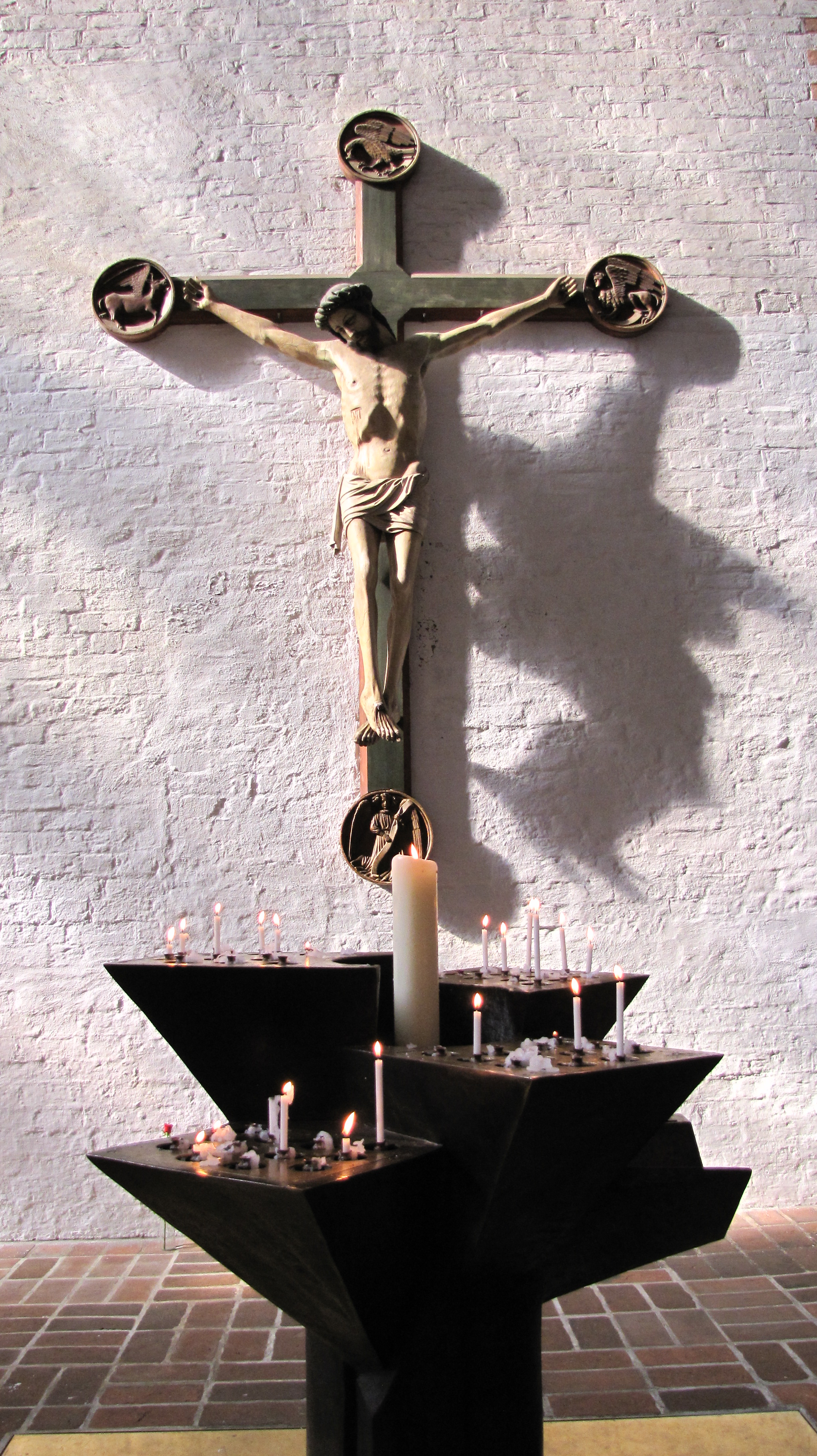
Kruzifix aus Vadstena (Gipsabguss, heute in St. Marien)
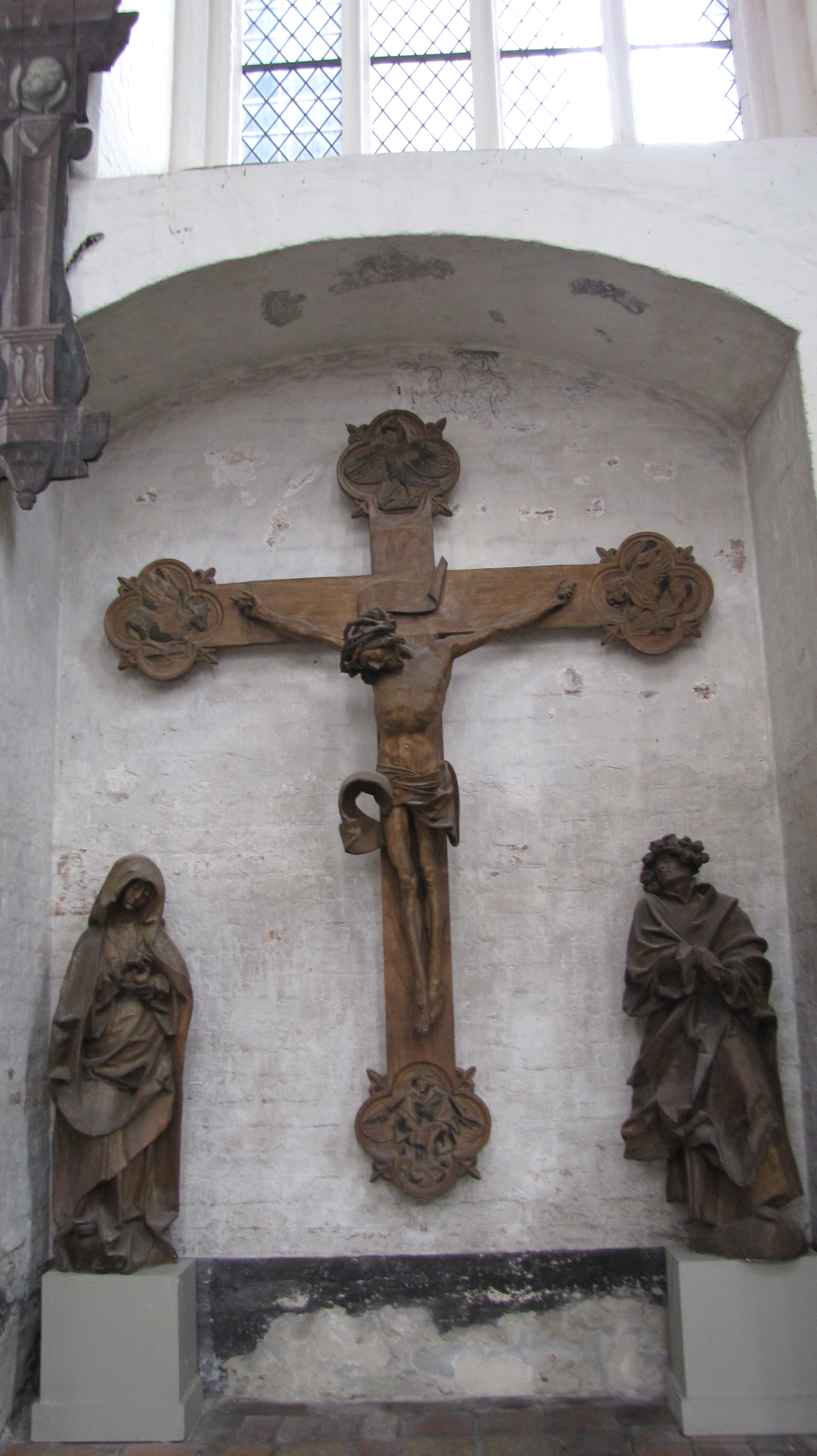
Kruzifix-Gruppe aus Vindinge (Gipsabguss, noch heute in St. Katharinen)

## Dokumentation
Ergänzt wurden die Exponate durch 200 Fotos weitere Kunstwerke aus Lübecker Produktion im Ostseeraum. Vor diesem Hintergrund ist heute auch Heises Bildband über die Lübecker Plastik zu sehen, der in den knappen Anmerkungen zu rund 90 Fotografien von Skulpturen aus Lübeck seinen damaligen Kenntnisstand und über die Auswahl auch seine subjektive Wertschätzung in einer frühen Phase der wissenschaftlichen Aufarbeitung der im Ostseeraum vorhandenen Kunstschätze widerspiegelt.

## Katalog
- Jutta Meyer: „Lübeckische Kunst außerhalb Lübecks“. Die Gipsabgusssammlung in der Katharinenkirche und die Ausstellung anlässlich der 700-Jahrfeier der Reichsfreiheit der freien und Hansestadt Lübeck 1926. Mit einem Katalog der Sammlung. In: ZVLGA 90 (2010) Digitalisat, S. 273–317.